# Isonzo (computerspel)
Isonzo is een multiplayer first-person shooter, ontwikkeld door de Nederlandse computerspelontwikkelaars M2H en BlackMill Games. Het spel is het derde deel van de WW1 Game Series en wordt beschouwd als een vervolg op Verdun en Tannenberg. Het spel is gebaseerd op het Isonzofront en speelt zich af in de valleien langs rivier de Soča (Isonzo in het Italiaans) en de Alpen tijdens de Eerste Wereldoorlog. Het spel werd op 13 september 2022 uitgebracht voor pc, Linux, PlayStation 4, PlayStation 5, Xbox One en Xbox Series.

## Spelverloop
De gameplay simuleert gevechten tussen de Italiaanse en Oostenrijks-Hongaarse legers aan het Italiaanse front tijdens de Eerste Wereldoorlog. Als derde deel in de WW1 Game Series, volgend op Verdun (dat zich concentreerde op loopgraven) en Tannenberg (gericht op manoeuvre-oorlogsvoering aan het Oostfront), introduceert Isonzo oorlogsvoering in bergachtig terrein. Spelers strijden op uiteenlopende locaties, waaronder berghellingen, versterkte dorpen, loopgravennetwerken en tunnels.
De centrale spelmodus is "Offensive". In deze modus moet het aanvallende team een reeks strategische doelen veroveren of vernietigen binnen een bepaalde tijd en met een beperkt aantal levens (zogenoemde 'tickets'). Het verdedigende team behaalt de overwinning door de aanvallers lang genoeg tegen te houden, totdat hun versterkingen zijn uitgeput.
De gevechten worden gekenmerkt door een relatief traag tempo en een hoge letaliteit: één goed geplaatst schot met een grendelgeweer is vaak fataal. Hierdoor zijn tactisch inzicht, positionering, het gebruik van dekking en goede observatie essentieel.
Spelers kunnen kiezen uit zes klassen met elk een eigen rol en uitrusting. De infanterist vormt de basis van elk team; de genist (Engineer) kan constructies bouwen en obstakels verwijderen; de scherpschutter (Marksman) is gespecialiseerd in gevechten op lange afstand; en de officier (Officer) coördineert het team en roept via een seinsysteem ondersteuning op, zoals artillerie, gifgas of verkenningsvluchten. De stoottroeper (Assault) is de enige klasse die machinegeweren kan gebruiken. De bergsoldaat (Mountaineer) is een verkenner met een verrekijker, een veldfles die tijdelijk onbeperkte stamina geeft en een bugel waarmee het vuurtempo van nabijgelegen teamleden wordt verhoogd.

## Ontwikkeling en uitgave
De ontwikkeling van Isonzo werd uitgevoerd door M2H en BlackMill Games over een periode van meer dan drie jaar, waarbij het team op reis ging en samenwerkte met historici voor historische accuratesse.
Het spel werd officieel uitgebracht op 13 september 2022 voor pc, Linux, PlayStation 4, PlayStation 5, Xbox One en Xbox Series X/S. Het was de eerste titel in de serie die gelijktijdig op alle aangekondigde platforms werd uitgebracht.
Dit project markeerde de laatste bijdrage van M2H aan de WW1 Game Series. Kort voor de release verkocht M2H zijn meerderheidsbelang in WW1 Game Series B.V. aan Focus Entertainment. BlackMill Games zet de ontwikkeling van Isonzo en de serie voort, met Jos Hoebe als aanblijvend creatief directeur.
Na de release werd Isonzo ondersteund met een reeks gratis updates. Deze updates gingen regelmatig gepaard met thematisch gerelateerde, betaalde downloadbare content, die voornamelijk cosmetische toevoegingen bevatte. De eerste grote gratis uitbreiding, Caporetto (december 2022), introduceerde het Duitse Keizerrijk als speelbare factie, evenals nieuwe maps, wapens en uniformen. In latere updates werden onder meer de maps Monte Grappa, Montello en Adamello toegevoegd, telkens vergezeld van nieuwe wapens en optionele cosmetische DLC.
Op lange termijn heeft Hoebe de ambitie om met de WW1 Game Series de hele Eerste Wereldoorlog te behandelen, met mogelijke toekomstige spellen die zich afspelen op fronten zoals Gallipoli of in Afrika, al ligt de focus momenteel volledig op Isonzo.

## Ontvangst
Isonzo kreeg over het algemeen gemengde recensies van critici. Positieve aspecten die regelmatig werden genoemd, waren de authentieke en visuele weergave van het Italiaanse front tijdens de Eerste Wereldoorlog, evenals de immersie. De nadruk op tactische, relatief langzame gameplay werd gewaardeerd, en het spel werd omschreven als toegankelijker dan traditionele militaire simulaties. Hierdoor positioneerde het zich als een middenweg tussen realisme en een gestroomlijnde 'Battlefield-achtige' ervaring. De introductie van bergachtige oorlogsvoering en de bijbehorende verticaliteit werd als een geslaagde toevoeging gezien. Ook de soundtrack en het geluidsontwerp werden positief ontvangen.
Tegelijkertijd werd er ook kritiek geuit. Veelgenoemde bezwaren betroffen het gebrek aan variatie, met name in de beschikbare wapens en klassen bij de lancering. Veel standaardgeweren boden volgens critici weinig onderscheid, en het vrijspelen van unieke uitrusting vergde veel speeltijd. Daarnaast werden technische problemen en wisselende prestaties gerapporteerd. Ook de kwaliteit van de kunstmatige intelligentie van computergestuurde soldaten werd bekritiseerd. Hoewel de toegankelijkheid van het spel door sommigen als positief werd ervaren, vonden andere recensenten dat dit ten koste ging van de diepgang en authenticiteit, waardoor de Eerste Wereldoorlog-setting soms als oppervlakkig werd ervaren. De gevechten werden omschreven als intens, maar ook als potentieel frustrerend, bijvoorbeeld door onduidelijke doodsoorzaken. Op langere termijn kon het spel volgens sommige critici repetitief aanvoelen.
Uit diverse recensies bleek dat Isonzo, zichtbaar met toewijding aan het historische onderwerp ontwikkeld, tot op dat moment het sterkste deel binnen de WW1 Game Series was, al blijft het een nicheproduct. Het spel richt zich voornamelijk op liefhebbers van historisch geïnspireerde, tactische shooters. Enkele critici merkten op dat Isonzo, ondanks zijn beperkingen, zou kunnen fungeren als een toegankelijke introductie tot het militaire simulatie-genre voor spelers van traditionele first-person shooters.

## Erkenning
In 2023 won Isonzo een prijs in de categorie 'Best Audio' bij de Dutch Game Awards. De jury prees de ontwikkelaars voor de geslaagde integratie van realistische geluiden passend bij de Eerste Wereldoorlog-setting.